# Hebridochernes paradoxus
Hebridochernes paradoxus es una especie de arácnido del orden Pseudoscorpionida de la familia Chernetidae.

## Distribución geográfica
Se encuentra en Nuevas Hébridas.